# Caspar Heinrich von Mellenthin
Caspar Heinrich von Mellenthin (* 22. Dezember 1717 in Woltersdorf; † 20. April 1781 in Niepölzig) war ein preußischer Landrat in Hinterpommern. Er stand ab 1755 dem Kreis Saatzig vor.

## Leben

### Herkunft
Er stammte aus der uradligen Familie Mellenthin. Sein Vater Caspar Wilke von Mellenthin (* 1672; † 1737), war Erbherr auf Woltersdorf. Seine Mutter Eva war eine geborene von Wussow. 

### Werdegang
Caspar Heinrich von Mellenthin diente 18 Jahre lang in der preußischen Armee, aus der er mit dem Charakter eines Majors ausschied. Er lebte dann auf seinem ererbten Gut Woltersdorf. Das Gut war nach dem Tode des Vaters zunächst an die Witwe und an die Kinder gemeinsam gegangen, wurde aber 1743 durch gerichtliche Entscheidung Caspar Heinrich von Mellenthin als dem ältesten Sohn allein zugesprochen.
Im Jahre 1755 wurde Mellenthin als Nachfolger des verstorbenen Albrecht Friedrich von Broecker zum Landrat des Kreises Saatzig gewählt. Die in Pommern einflussreiche adlige Familie Wedel wandte sich vergeblich gegen die Wahl; König Friedrich II. ernannte den Gewählten zum Landrat.
Im Jahre 1778 bat Caspar Heinrich von Mellenthin um seinen Abschied. Als seinen Nachfolger wünschte er sich seinen Sohn Caspar Heinrich Friedrich von Mellenthin. Dieser wurde zwar von den Kreisständen gewählt und führte auch zeitweise die Geschäfte des Landrates, wurde aber vom König nicht ernannt. Neuer Landrat wurde nach dem Tode von Caspar Heinrich von Mellenthin stattdessen 1781 Sebastian George von Wedel. 
Caspar Heinrich von Mellenthin war seit 1749 mit Sophie Ernestine, einer geborenen von Borcke, verheiratet. Seine Frau starb vor ihm; bei seinem Tode 1781 hinterließ er fünf Kinder. 